# Oligacanthorhynchidae
Die Oligacanthorhynchidae sind eine Familie der Kratzwürmer mit obligatorischen Wirtswechsel, die als ausgewachsene Darmparasiten bei Landwirbeltieren und Vögeln parasitieren. Es handelt sich um große bis sehr große Arten mit Körperlängen von einigen Zentimetern bis zu 70 Zentimeter beim Riesenkratzer (Macracanthorhynchus hirudinaceus), der im Darm von Schweinen lebt und auch den Menschen befallen kann.

## Merkmale
Die Oligacanthorhynchidae besitzen einen glatten oder auch quergefurchten Körper, der ventral eingebogen oder auch eingerollt sein kann. Der Rüssel (Proboscis) ist im Verhältnis zum Körper relativ klein und ei- bis kugelförmig. Er besitzt sechs oder sieben spiralig angelegte Hakenreihen aus jeweils fünf bis acht Haken, wobei die Haken an der Rüsselbasis besonders klein sind. Entsprechend dem kleinen Rüssel sind auch die Rüsselscheide und die Leminiski nur relativ kurz ausgebildet.
Die Weibchen besitzen wie alle Archiacanthocephala einen dorsalen und einen ventralen Ligamentsack im Pseudocoel, deren Wände sich im Gegensatz zu denen der Palaeacanthocephala nicht auflösen. Bei den besonders großen Arten der Oligacanthorhynchidae finden sich Protonephridien, wodurch sie sich von allen anderen Kratzwürmer unterscheiden. Die acht Zementdrüsen der Männchen sind paarig angeordnet und kompakt gebaut.
Die Eier sind oval mit einer dicken, mehrlagigen Eischale und besitzen eine Oberfläche mit deutlicher Struktur.

## Lebensweise
Die Oligacanthorhynchidae haben vollständigen terrestrischen Lebenszyklus, sie sind also nicht von wasserlebenden Zwischenwirten abhängig. Die Endwirte sind vor allem Vögel und Säugetiere, als Zwischenwirte kommen Insekten und Myriapoda in Frage. So stellen beispielsweise die Larven von verschiedenen Blatthornkäfern, vor allem Mai-, Juni- oder Rosenkäfer die Zwischenwirte des Riesenkratzers dar, der die Macracanthorhynchose des Schweines auslöst.